# Centris angustifrons
Centris angustifrons är en biart som beskrevs av Roy R. Snelling 1966. Centris angustifrons ingår i släktet Centris och familjen långtungebin. Inga underarter finns listade.